# Markus Schairer
Markus Schairer (Bludenz, 4 luglio 1987) è un ex snowboarder austriaco.

## Biografia
In Coppa del Mondo di snowboard ha esordito il 17 ottobre 2004 a Sölden (49º nello slalom gigante parallelo), ha ottenuto il primo podio il 20 dicembre 2008 ad Arosa (2º nello snowboard cross) e la prima vittoria il 13 febbraio 2009 a Cypress Mountain.
In carriera ha preso parte a due edizioni dei Giochi olimpici invernali, Vancouver 2010 (23º nello snowboard cross) e Soči 2014 (33º nello snowboard cross), e a cinque dei Campionati mondiali, vincendo due medaglie nello snowboard cross (oro a Gangwon 2009 e argento a Stoneham 2013).
Nel 2018 ha preso parte ai XXIII Giochi olimpici invernali a Pyeongchang venendo eliminato nelle batterie in seguito ad una caduta e concludendo in ventiduesima posizione nella gara di snowboard cross.

## Palmarès

### Mondiali
- 2 medaglie:
  - 1 oro (snowboard cross a Gangwon 2009)
  - 1 argento (snowboard cross a Stoneham 2013)

### Mondiali juniores
- 4 medaglie:
  - 2 argenti (snowboard cross a Zermatt 2005; snowboard cross a Bad Gastein 2007)
  - 2 bronzi (snowboard cross a Oberwiesenthal 2004; slalom parallelo a Bad Gastein 2007)

### Winter X Games
- 1 medaglia:
- 1 argento (snowboard cross ad Aspen 2018)

### Coppa del Mondo
- Miglior piazzamento in classifica generale: 2º nel 2009
- Vincitore della Coppa del Mondo di snowboard cross nel2009
- 12 podi:
  - 4 vittorie
  - 6 secondi posti
  - 2 terzi posti

#### Coppa del Mondo - vittorie
| Data             | Luogo            | Paese   | Disciplina |
| ---------------- | ---------------- | ------- | ---------- |
| 13 febbraio 2009 | Cypress Mountain | Canada  | SBX        |
| 19 febbraio 2009 | Stoneham         | Canada  | SBX        |
| 13 marzo 2009    | La Molina        | Spagna  | SBX        |
| 7 dicembre 2013  | Montafon         | Austria | SBX        |

Legenda:

SBX = Snowboard cross